# القتل خارج نطاق القضاء والاختفاء القسري في الفلبين

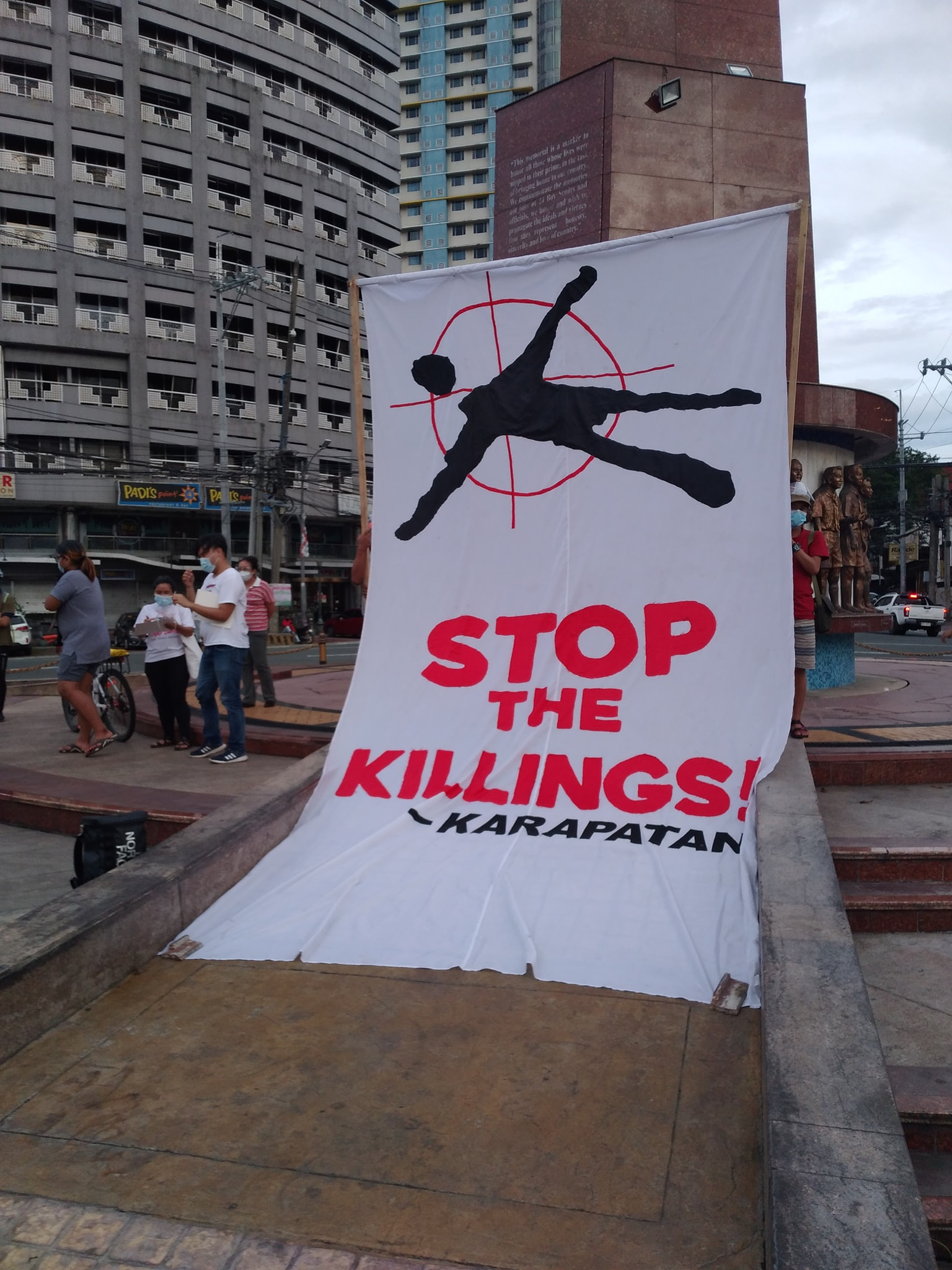

القتل خارج نطاق القضاء والاختفاء القسري في الفلبين هي عمليات إعدام غير قانونية (قتل جنائي أو خارج نطاق القانون) وخطف جرت في الفلبين، وتشمل أشكال العقوبات خارج نطاق القضاء الإعدام اللا قضائي، والإعدامات بإجراءات سريعة ومختصرة، والاعتقال، والاحتجاز التعسفي، والمحاكمات الفاشلة لناشطين سياسيين بارزين وأعضاء نقابات العمال، وشخصيات اجتماعية أو منشقّة، وأحزاب سياسية يسارية، ومنظمات غير حكومية، وصحفيين سياسيين، ورجال دين يجاهرون بآراء معارضة، وناشطين مناهضين للتعدين، وناشطي الإصلاح الزراعي، وأعضاء المنظمات المتحالفة مع الحركات الشيوعية مثل مجموعة بيان، أو المشتبه بتأييدهم لـ NPA وأفكاره السياسية، والحزب الشيوعي الفلبيني.
من الشائع الإشارة إلى عمليات القتل خارج نطاق القضاء بكلمة "Salvaging" في اللغة الإنكليزية الفلبينية، ويُعتقد أن الكلمة أنكلزة مباشرة لـ Tagalog salbahe بمعنى قاسٍ أو بربري، ومن الأصل الإسباني salvaje بمعنى وحشي.
يُعد القتل خارج نطاق القضاء والاختفاء القسري عمليات فريدة من نوعها في الفلبين، والتي تعرف بأنها أيضًا تُرتكب من قبل جماعات مسلحة غير قانونية (NAGs) مثل جيش الشعب الجديد (NPA)، وجبهة مورو الإسلامية للتحرير (MILF)، وبالرغم من التوثيق والتقديرات للجرائم التي ارتكبها جيش الشعب الجديد، والتي تتراوح بين 900 إلى 1000 ضحية بناء على اكتشاف العديد من مواقع المقابر الجماعية في جميع أنحاء البلاد، إلّا أن الآليات القانونية لمساءلة الجهات الفاعلة ضعيفة جدًا، إن لم تكن غير موجودة.

## طبيعة الحالة
جرائم القتل خارج نطاق القضاء هي جرائم قتل ينفذها قتلة بدوافع سياسية من قبل ضباط الحكومة، ويعاقب عليها القانون المحلي والدولي، وقد وقعت العديد من عمليات القتل في العديد من المناطق في جميع أنحاء الفلبين في أوقات مختلفة، وسجّلت مجموعة كارابتان لحقوق الإنسان 136 عملية قتل في منطقة جنوب التاغالوغ من 2001 حتى 19 مايو 1006.
أما الاختفاء القسري كشكل من أشكال العقوبات خارج نطاق القضاء، يرتكبه مسؤولو الحكومة عندما يختطف أحد موظفوهم شخصًا من أجل إخفائه عن الرأي العام، من ثم قتله، أو حبسه، ففي البداية يختطفون الضحية، ويحتجزونها بشكل غير قانوني في معسكرات الاعتقال، ويعذبونها أيضًا في كثير من الأحيان، وفي النهاية يعدمونها، ويخفون الجثة.
يُعرّف الاختفاء القسري في الاتفاقيات الدولية لحماية الشعوب من الاختفاء القسري بحسب المادة 2 من اتفاقية الأمم المتحدة لمناهضة التعذيب، بأنه اعتقال، أو احتجاز، أو اختطاف، أو أي شكل من أشكال الحرمان من الحرية من قبل عملاء للدولة، أو أشخاص، أو مجموعات تتصرف بتصريح من الدولة أو دعمها أو قبولها، ويتبعه رفض الاعتراف بالحرمان من الحرية، أو بإخفاء الشخص، أو مكان وجوده، ما يضع هذا الشخص خارج نطاق حماية القانون.

## خلفية الأحداث

### سلطة ماركوس
ربح 10000 فلبيني دعاوي فردية قدّموها ضد فرديناند ماركوس عام 1995، فقد وُجّهت الاتهامات من قبل الضحايا، أو أقاربهم الباقين على قيد الحياة بالتعذيب والإعدام والاختفاء، وقدّرت جماعات حقوق الإنسان عدد الضحايا بـ 1500 قتيل، وأكثر من 800 عملية خطف، وتُظهر سجلات كارابتان (إحدى جماعات حقوق الإنسان المحلية) أن 159 شخصًا قد اختفوا قسريًا، ولم يُعثر على جثثهم. يذكر المؤرخ العسكري ألفريد مكوي في كتابه «أكثر من الأخوة: الرجولة في الأكاديمية العسكرية الفلبينية» وفي خطابه «الظلام الموروث» بأنه حدثت 3257 عملية قتل خارج نطاق القضاء، ويوجد 35000 ضحية تعذيب، و70000 سجين خلال سنوات ماركوس، وتقدّر صحيفة بولاتات عدد ضحايا الاعتقال والاحتجاز التعسفي بـ 120000.
منذ عام 1975، كانت القوات المسلحة الفلبينية تشعر بقلق عميق تجاه الوضع السياسي، فبسبب النزاع المسلّح واصل الجيش حملته ضد جيش الشعب الجديد للحزب الشيوعي في الفلبين، ومنذ عام 1969 كان يهدف إلى إقامة نظام ماركسي، وتمرّد مسلّح ضد الحكومة، إضافة لذلك كانت المنظمات غير الحكومية اليسارية تنتقد إدارة غلوريا ماكاباجال أرويو. حققت هيومن رايتس ووتش في جرائم القتل خارج نطاق القانون في الفلبين في أيلول 2007، وكُلّفت ثلاث مجموعات تحقيق رئيسية، من ثمّ قدّمت تقاريرها النهائية ونشرتها.
الهيئات التي عينتها حكومة غلوريا ماكاباجال أرويو:
(أ) فرقة العمل أوسيغ التي أنشأتها في أغسطس كهيئة شرطة خاصة، كُلّفت بحل 10 حالات قتل، وزعمت أنها حلّت 21 قضية برفع دعاوى أمام المحكمة، لكن اعتُقل 12 مشتبهًا فقط.
(ب) لجنة ميلو (التي يرأسها القاضي المشارك في المحكمة العليا خوسيه ميلو) مع الأعضاء: مدير المكتب الوطني للتحقيق نيستور مانتارنج، وكبير المدعين العامين في الدولة جوفينسيتو زونيو، والأسقف خوان دي ديوس بويبلوس، ونيليا توريس غونزاليس، ويشير تقريرها النهائي إلى أنه لا توجد سياسة رسمية أو أفعال خاضعة للعقوبة تسمح للجيش أو رؤسائه المدنيين باللجوء إلى ما تسميه دول أخرى إجراءات بديلة (أي عمليات الإعدام غير القانونية)، على أي حال هناك أدلة تثير الشك في بعض العناصر والشخصيات في القوات المسلحة، لا سيما الجنرال جوفيتو بالباران على أنه مسؤول عن عدد غير محدد بعد من عمليات القتل، من خلال السماح بعمليات القتل والتسامح معها وحتى تشجيعها. (تقرير لجنة ميلو، الصفحة 53)
(ج) فيليب ألستون، المقرر الخاص بالأمم المتحدة المعني بحالات الإعدام خارج نطاق القضاء. (من 12 إلى 21 فبراير 2007)

## محاولة التدارك

### قمّة السلام في ماكالينغ وقمة الاغتيال في بونو
نظرًا لشدة أعمال القتل والفوضى التي وقعت في الفلبين، دعا رئيس المحكمة العليا في الفلبين ريناتو بونو، الرئيس الثاني والعشرين، إلى عقد قمة استشارية وطنية حول عمليات القتل خارج نطاق القضاء في 16 و 17 يوليو 2007 في فندق مانيلا، دُعي وشارك ممثلون عن فروع الحكومة (بما في ذلك القوات المسلحة الفلبينية، وPNP، ولجنة حقوق الإنسان (الفلبين)، والإعلام، والأوساط الأكاديمية، والمجتمع المدني وأصحاب مصالح آخرين).
من ناحية أخرى، ركزت قمة مينداناو للسلام والأمن برعاية مالاكانانغ (8-10 يوليو 2007 في كاجايان دي أورو سيتي) على قانون مكافحة الإرهاب، أو قانون أمن الإنسان (HSA) لعام 2007، لجعله أكثر قبولًا عند الشعب.
في قمة 16 يوليو، صرح ريناتو بونو أنه أبلغ لجنة حقوق الإنسان عن عدد ضحايا 403 من 2001 إلى 31 مايو 2007، في حين أبلغت كاراباتان عن 863 حالة وفاة  حتى 2007، وأكثر من 900 حتى مايو 2008، وكان معظمهم أعضاء في مجموعات يسارية.

### إصدار وثيقة أمبارو وبيانات المثول
بسبب عدم كفاية وكفاءة الوثيقة الفلبينية في قضية هابياس كوربوس في 25 سبتمبر 2007 وقّع رئيس المحكمة العليا ريناتو بونو، وأصدر ما يُعرف بوثيقة أمبارو، شرح بونو سبل الانتصاف المؤقتة بموجب أمبارو: أمر الحماية المؤقت (TPO)، أمر التفتيش (IO)، أمر الحجز (PO)، وأمر حماية الشهود (WPO, RA 6981). كملحق لأمبارو، وعد بنشر وثيقة بيانات المثول في 30 أغسطس 2007، فبرأيه يجب أن يكون لدى الشعب فكرة، أو بيانات، وهي وسيلة انتصاف قانونية جديدة لحل عمليات القتل خارج نطاق القضاء والاختفاء القسري.
يشرح بونو أن وثيقة أمبارو تمنع السلطات من الإنكار، إذ يمكن لبيانات المثول أن تعرف ما هي المعلومات التي يحتفظ بها الضابط، أو تصحح، أو حتى تدمر البيانات الخاطئة التي جُمعت، واستخدمت البرازيل هذه الوثيقة، تليها كولومبيا، ثم باراجواي، ثم بيرو، ثم الأرجنتين، والإكوادور.

### تحقيقات الجماعات الدولية لعامي 2006 و 2008 في عمليات القتل
في عام 2006، أنشأت مؤسسة المحامين الهولنديين للمحامين، ومحامين بلا حدود بدعم من نقابة المحامين في هولندا، ورابطة المحامين في أمستردام، والرابطة الدولية للمحامين الديمقراطيين، مهمة لتقصّي الحقائق في أنحاء مختلفة من الفلبين. أجرت المجموعات الدولية مقابلات مع مختلف القطاعات القانونية في الفترة من 15 يونيو إلى 20 يونيو 2006.
في الفترة من 4 إلى 12 نوفمبر 2008، قامت مؤسسة المحامين الهولنديين للمحامين بمهمة التأكّد من الحقائق وتقصّيها (IVFFM) في مانيلا ومينداناو، مع اللجنة الوطنية المضيفة والاتحاد الوطني للمحامين (NUPL) واتحاد محامي الدفاع عن الحريات (CODAL)، ويتكون هذا الفريق من 8 قضاة ومحامين من بلجيكا وهولندا، الذين أجروا حوارًا مع ريناتو بونو حول التحقيق في عمليات القتل.

### النقد الدولي
في 28 سبتمبر 2007، انتقدت اللجنة الآسيوية لحقوق الإنسان (AHRC) وثيقة أمبارو، وبيانات المثول أمام قضاء الفلبين لعدم كفايتها، فعلى الرغم من أنها جيدة في المجالات العملية، لكن لا يزال من الضروري اتخاذ المزيد من الإجراءات، بالإضافة إلى هذا ينبغي على الهيئات التشريعية، ومجلس النواب ومجلس الشيوخ، أن تباشر إجراءاتها الخاصة على وجه السرعة ودون تأخير، وعليها أن تسن قوانين تضمن حماية الحقوق، وقوانين ضد التعذيب والاختفاء القسري، وقوانين لتوفير سبل انتصاف قانونية كافية للضحايا.
اعترضت اللجنة الأمريكية لحقوق الإنسان (AHRC) على أن القرار فشل في حماية أحد غير الشهود، خاصة أولئك الذين واجهوا تهديدات أو مخاطر على حياتهم.

### قانون ديساباراسيدوس (مكافحة الاختفاء القسري)
وقّع الرئيس بنينو أكينو الثالث قانون مكافحة الاختفاء القسري لعام 2012 في 21 ديسمبر 2012، وكان مؤلف القانون الرئيسي في الكونغرس هو النائب إيدسل لاجمان.
يُعتبر القانون الأول من نوعه في آسيا الذي يُعاقب على جريمة الاختفاء القسري بالسجن مدى الحياة، رحّبت هيومن اريتس ووتش بالقانون باعتباره قانونًا بارزًا، ووصفت القانون بأنه شاهد على الآلاف من ضحايا الاختفاء منذ دكتاتورية ماركوس، التي ما زالت أسرها التي طالت معاناتها تبحث عن العدالة.
يعامل القانون حالات الاختفاء القسري باعتبارها انتهاكًا لحقوق الإنسان، وجريمة منفصلة عن الاختطاف والاحتجاز غير القانوني الخطير والقتل، وبموجب القانون، لا يزال من الممكن مقاضاة المذنبين بالاختفاء القسري الذين أذنبوا قبل إقرار القانون في حال استمروا في رفض الكشف عن مكان وجود الضحية، طبقًا لما ذكره النائب نيري كولميناريس.